# مايكل تشيرتوف
مايكل تشيرتوف (بالإنجليزية: Michael Chertoff)‏ (ولد في 28 نوفمبر 1953) هو محامي أمريكي وكان ثاني وزير للأمن الداخلي في الولايات المتحدة، وعمل في إدارة الرئيس جورج دبليو بوش. وكان المؤلف المشارك في قانون باتريوت آكت. وعمل سابقا كقاضي في محكمة الاستئناف للدائرة الثالثة، وكان مدعي عام اتحادي ونائب عام مساعد للولايات المتحدة. وقد خلف توم ريدج في منصب وزير الأمن الداخلى في 15 فبراير 2005.
ومنذ تركه الخدمة الحكومية، عمل تشيرتوف كمحام في مكتب محاماة كوفينجتون أند برلينغ في واشنطن العاصمة. كما شارك في تأسيس مجموعة تشيرتوف، وهي شركة لإدارة المخاطر والاستشارات الأمنية، والتي توظف العديد من المعينين السياسيين السابقين السابقين. كما تم انتخاب شيرتوف رئيسا لشركة بي أي إي سيستمز لثلاث سنوات بدأت من 1 مايو 2012.
ويشارك تشيرتوف في رئاسة فرقة عمل الهجرة التابعة لمركز السياسة.

## التعليم
تعلم في كلية هارفارد للحقوق.

## روابط خارجية
- مايكل تشيرتوف على موقع IMDb (الإنجليزية)
- مايكل تشيرتوف على موقع الموسوعة البريطانية (الإنجليزية)
- مايكل تشيرتوف على موقع مونزينجر (الألمانية)
- مايكل تشيرتوف على موقع إن إن دي بي (الإنجليزية)